# Stephanosporaceae
Stephanosporaceae Oberw. & E. Horak – rodzina grzybów należąca do rzędu pieczarkowców (Agaricales).

## Charakterystyka
Grzyby rozwijające się glebie zawierającej rozkładające się drewno lub inne szczątki roślinne. Potwierdzono występowanie gatunków z tej rodziny w Australii, Austrii, Belize, Hiszpanii, Japonii, Niemczech, Nowej Zelandii, Słowenii, Wielkiej Brytanii, Włoszech i Zimbabwe.

## Systematyka
Pozycja w klasyfikacji według Index Fungorum: Stephanosporaceae, Agaricales, Agaricomycetidae, Agaricomycetes, Agaricomycotina, Basidiomycota, Fungi.
Według aktualizowanej klasyfikacji CABI databases bazującej na Dictionary of the Fungi do rodziny tej należą rodzaje:
- Athelidium Oberw. 1965 – pajęczynek
- Cristinia Parmasto 1968 – radłóweczka
- Lindtneria Pilát 1938
- Mayamontana Castellano, Trappe & Lodge 2007
- Mycolindtneria Rauschert 1988
- Stephanospora Pat. 1914

Polskie nazwy na podstawie pracy Władysława Wojewody z 2003 r.